# Хендл, Уолтер
Уолтер Хендл (англ. Walter Hendl; 12 января 1917, Западный Нью-Йорк, Пенсильвания — 10 апреля 2007, Харбонкрик Тауншип, Эри, Пенсильвания) — американский дирижёр, композитор, пианист.

## Биография
Учился в Кёртисовском институте музыки у Фрица Райнера. В 1941—1942 гг. работал пианистом и дирижёром в Беркширском музыкальном центре у Сергея Кусевицкого. С 1945 г. помощник дирижёра в Нью-Йоркском филармоническом оркестре. В 1949—1958 гг. возглавлял Далласский симфонический оркестр, одновременно много выступал с оркестром Symphony of the Air (в частности, руководил гастролями 1955 г. по восточной Азии). В 1953 г. был удостоен Премии Дитсона за вклад дирижёра в музыкальную жизнь США.
В 1958—1964 гг. Хендл работал вторым дирижёром в Чикагском симфоническом оркестре; с 1959 г. он также был художественным руководителем летнего музыкального фестиваля в парке «Равиния», проводящегося под патронатом оркестра. В 1964—1972 гг. Хендл был директором Истменовской школы музыки, участвуя также в руководстве Рочестерским филармоническим оркестром как музыкальный советник (а в 1968—1970 гг. как руководитель). Кроме всего прочего, в 1953—1972 гг. Хендл возглавлял Симфонический оркестр Шотокуа, с которым в последний раз выступил как приглашённый дирижёр в 2004 г. После некоторой паузы в середине 1970-х гг., вызванной медицинскими причинами, Хендл в 1976—1990 гг. возглавлял Филармонический оркестр Эри.
Хендл выступал и записывался с такими солистами, как Яша Хейфец, Генрик Шеринг, Вэн Клайберн. Среди значительных премьер Уолтера Хендла — Третий фортепианный концерт Богуслава Мартину (1949, с Рудольфом Фиркушным, Далласский симфонический оркестр) и Второй виолончельный концерт Эйтора Вилла-Лобоса (1954, c Алду Паризотом, Нью-Йоркский филармонический оркестр).